# Кенжиде
Кенжиде (также Кенджиде) — историческая область в современной Южно-Казахстанской области, в среднем течении реки Арыс и на берегах реки Боралдай. В средние века в Кенжиде существовали поселения тюркских племён. В 10—15 км от Кенжиде исследованы более 20—30 городов и поселений. Среди них — встречающийся в письменных документах город Усбаникет (некоторые историки отождествляют с Жуантобе). Кенжиде на юге граничит с Исфиджабом. Полные археологические раскопки не проведены.
Известен чекан чагатаидских монет-диргемов с надписью Кенджде, относящихся к третьему периоду денежного обращения Чагатайского улуса (1271—1318 годы). Монетный двор был сравнительно крупным, в найденных кладах эти монеты находятся на втором-третьем месте, после Тараза и Отрара. Некоторые историки предполагают в чекане «отзвук» округа Кенджиде, но другие отождествляют Кенджде с Исфиджабом, другим городом около Исфиджаба или городом Кенжек.